# Zu Klampen Verlag
Der zu Klampen Verlag ist ein deutscher Buchverlag mit Sitz in Springe.

## Geschichte
Der Verlag wurde 1983 von Dietrich zu Klampen, Rolf Johannes und Gerhard Schweppenhäuser, seinerzeit Studenten der Pädagogik bzw. der Philosophie, in Lüneburg gegründet. Sie waren überzeugt davon, dass eine an ihrer Hochschule angebotene Vorlesungsreihe über die eigenen Hörsäle hinaus durchaus von Interesse sei. Die erste Veröffentlichung des zu Klampen Verlags war »Krise und Kritik – Zur Aktualität der Marx’schen Theorie«.
1998 erhielt der zu Klampen Verlag den Verlagspreis des Landes Niedersachsen, womit u. a. das Verdienst um die Bewahrung des Erbes der Kritischen Theorie und der publizistischen Unterstützung neuer Entwicklungen auf diesem Gebiet gewürdigt werden sollte.
Zum Renommee des kleinen unabhängigen Verlages beigetragen haben auch die viel beachteten Editionen von Soma Morgenstern, Herbert Marcuse und Ulrich Sonnemann. Die von Anne Hamilton herausgegebene Essay-Reihe, in der namhafte Autoren Beiträge unter anderem zu Politik, Philosophie, Religion, Gesellschaft und Kunst veröffentlichen, rückt den zu Klampen Verlag ebenfalls immer wieder ins mediale Rampenlicht. 2007 hat er den hannoverschen Postskriptum Verlag sowie die dort von Heinz Kattner herausgegebene Lyrik Edition übernommen und abgeschlossen. Kattner hat darin einigen der heute herausragenden Lyrikern seinerzeit erstmals Veröffentlichungen ermöglicht.
Seit 2003 befindet sich der Hauptsitz des Verlages im Ortsteil Völksen der Stadt Springe.

## Programm
Das ursprünglich mit publizistischen Beiträgen zur Kritischen Theorie begonnene Programm umfasste im Jahr 2010 neben den Bereichen Philosophie, Gesellschaftstheorie, Zeitgeschichte und Politik auch die von Heinz Kattner herausgegebene Lyrik Edition, die Reihe zu Klampen Essay und seit 2007 die von Susanne Mischke herausgegebene Reihe regionaler Kriminalromane.
Ab 1994 wurde eine Gesamtausgabe des jüdischen Schriftstellers Soma Morgenstern herausgegeben. 1998 übernahm zu Klampen den hannoverschen Verlag Postskriptum und schloss dessen von Heinz Kattner herausgegebene Lyrik Edition 2007 ab. Heute bildet die Herausgabe regionaler Titel ein wichtiges Segment des Verlages.
Schriften von Autoren, die der kritischen Theorie zuzurechnen sind oder nahestehen, bilden nach wie vor ein Hauptkontingent im Programm. Die Studien über Autorität und Familie von Max Horkheimer et al. (1936) wurden neu aufgelegt. Seit 1998 erschienen die nachgelassenen Schriften des Philosophen Herbert Marcuse und 2004, zu seinem 25. Todestag, erschien eine neunbändige Ausgabe seiner publizierten, aber meist vergriffenen Werke. Im Jahre 2005 erschien der erste Band einer auf zehn Bände angelegten Ausgabe der Schriften des Philosophen Ulrich Sonnemann. Weitere Autoren sind Leo Löwenthal, Alfred Schmidt, Christoph Türcke und Gerd Lüdemann.
Heute umfasst das Hauptprogramm von zu Klampen überwiegend Sachbücher aus den Bereichen Philosophie, Gesellschaftstheorie, (Zeit)Geschichte und Politik sowie Regionalia und einige wenige regionale Kriminalromane. Auch Anne Hamiltons Essayreihe ist weiterhin ein wichtiger Bestandteil des Verlagsprogramms.

## Reihen
- Werke in Einzelbänden: Die Soma-Morgenstern-Werkausgabe (abgeschlossen)
- Grundlinien kritischen Denkens: Publikationen aus dem Peter Bulthaup Archiv, herausgegeben vom Gesellschaftswissenschaftlichen Institut Hannover
- zu Klampen Libelli: Eine Reihe kleiner E-Books als E-Book-Only-Format
- zu Klampen Essays: Die Essayreihe herausgegeben von Anne Hamilton
- Kritische Studien: Arbeiten zur Kritischen Theorie (abgeschlossen)
- Lyrik Edition: von Heinz Kattner und der Stiftung Niedersachsen herausgegebene Lyrikreihe (abgeschlossen)

## Autoren (Auswahl)
- Rolf Cantzen: Ein Pils, ein Sekt, ein Todesfall. ISBN 978-3-86674-419-6.
- Georg Oswald Cott: Im Zeitraffer. ISBN 978-3-86674-554-4.
- Martin Creutzig: Geh ein Stück mit mir. ISBN 978-3-93490-068-4.
- Friedhelm Decher: Das gelbe Monster. ISBN 978-3-93492-073-6.
- Christian Demand: Die Invasion der Barbaren. ISBN 978-3-86674-406-6.
- Bodo Dringenberg: Die Gruft im Wilhelmstein. ISBN 978-3-86674-099-0.
- Imre Grimm: Über Leben in Deutschland – Kolumnen aus einem lustigen Land. ISBN 978-3-86674-816-3.
- Heinz Kattner: Lautloses Rufen. ISBN 978-3-86674-225-3.
- Gerd Lüdemann: Der erfundene Jesus. ISBN 978-3-86674-022-8.
- Herbert Marcuse: Kapitalismus und Opposition. ISBN 978-3-86674-559-9.
- Hannelore Schlaffer: Rüpel und Rebell. ISBN 978-3-86674-581-0.
- Gerhard Staguhn: Und ewig lockt das Haar. ISBN 978-3-86674-591-9.
- Marion Tauschwitz: Das unverlierbare Leben. ISBN 978-3-86674-596-4.
- Christoph Türcke: Umsonst leiden. ISBN 978-3-86674-562-9.

## Auszeichnungen
- 1998: Verlagspreis des Landes Niedersachsen
- 2019: Deutscher Verlagspreis
- 2024: Deutscher Verlagspreis